# Labidochromis shiranus
Labidochromis shiranus är en fiskart som beskrevs av Lewis 1982. Labidochromis shiranus ingår i släktet Labidochromis och familjen Cichlidae. IUCN kategoriserar arten globalt som livskraftig. Inga underarter finns listade i Catalogue of Life.